# Stephanoceros millsii
Stephanoceros millsii is een raderdiertjessoort uit de familie Collothecidae. De wetenschappelijke naam van deze soort is voor het eerst geldig gepubliceerd in 1885 door Kellicott.